# Meng Tian
Meng Tian (chiń. 蒙恬; zm. 210 r. p.n.e.) – generał z czasów dynastii Qin. Zasłynął ze skutecznych kampanii przeciw Xiongnu, a także przy budowie Wielkiego Muru. W chińskiej tradycji jest uważany za wynalazcę pędzla pisarskiego, aczkolwiek badania archeologiczne dowodzą, że przyrząd ten był znany wcześniej.
Po zjednoczeniu Chin pod berłem Qin Shi Huanga, w siłę urosły koczownicze plemiona na północy kraju, które zaczęły nękać rubieże nowo powstałego cesarstwa. Dlatego cesarz wysłał przeciw nim 300-tysięczną armię pod wodzą Menga, z zadaniem wyparcia „barbarzyńców” o 350 km na północ. Zdobyte w ten sposób w latach 215-214 p.n.e. tereny na północ od zakola Żółtej Rzeki zostały przyłączone do cesarstwa chińskiego. Aby zapobiec kolejnym najazdom Xiongnu, cesarz podjął decyzję o budowie Wielkiego Muru. Generał Meng skutecznie nadzorował budowę muru, a także sieci dróg na północy Chin. 
Po śmierci Pierwszego Cesarza, generał został na skutek intrygi Zhao Gao zmuszony do samobójstwa w 210 r. p.n.e.